# Жак Буше де Перт
Жак Буше́ де Перт, повне ім'я Жак Буше́ де Кревке́р де Перт (фр. Jacques Boucher de Crèvecœur de Perthes, 10 грудня 1788, Ретель — 5 травня 1868 р., Аббевіль) — французький археолог, один із засновників наукової археології.

## Життєпис
Працював митником у рідному місті Аббевілі. Брав участь у створенні місцевого музею. У річкових відкладеннях на березі річки Сомми виявив рештки вимерлих тварин разом з обробленими людиною кам'яними знаряддями.
У 1857 році випустив книгу «Кельтські і допотопні старовини» (фр. Antiquités celtiques et antédiluviennes), і в 1860 р. — «Допотопна людина і її роботи» (фр. De l'Homme antédiluvien et de ses œuvres). Буше де Перт дійшов висновку, що вік людини на Землі набагато більший, ніж говорить традиційна біблійна хронологія. Наступні знахідки підтвердили висновки Буше де Перта. Він вважається основоположником археології, насамперед археології кам'яної доби.